# Сретение Господне (Добърско)
„Сретение Господне“ е българска възрожденска църква в разложкото село Добърско, България, част от Неврокопската епархия на Българската православна църква. Храмът е обявен за паметник на културата.
Църквата е изградена в 1860 година с ломени камъни в центъра на селото. В архитектурно отношение представлява трикорабна псевдобазилика. Фасадите на храма са декоративно оформени.
Царските икони са от около 1860 година и са дело на видния представител на Банската художествена школа Симеон Молеров, като са смятани за негово върхово постижение. Стенописите са от 1906 година и са на Димитър Сирлещов. Владишкият трон и свещниците също имат художествена стойност.